# Orville Moody
Orville Moody (Chickasha (Oklahoma), 9 december 1933 - Allen (Texas), 8 augustus 2008) was een Amerikaanse sergeant en golfprofessional. Hij werd beroemd toen hij in 1969 het US Open won.
Orville Moody was de jongste van tien kinderen. Orville had Choctaw-bloed. Zijn vader werkte op een golfbaan en Orville ging in Oklahoma City naar school. In 1952 won hij het scholenkampioenschap van de staat Oklahoma. Tijdens zijn diensttijd bleef hij golf spelen. Moody won de eerste drie edities van het Korea Open in 1958, 1959 en 1960. Hij verliet de dienst na 14 jaar in de rang van sergeant.

## Professional
Moody speelde vanaf 1967 op de PGA Tour en had weinig succes totdat hij in april 1969 de play-off haalde van het Greater Greensboro Open, maar van Gene Litter verloor. Enkele weken later plaatste hij zich via de lokale en regionale kwalificatietoernooien voor het US Open en won het toernooi. Hij was ruim 45 jaar de laatste 'qualifyer' die het US Open won.
In 1981 verhuisde het gezin naar Sulphur Springs, waar hij tot 1984 les gaf op de Sulphur Springs Country Club. Daarna speelde hij op de Champions Tour, waar hij een lange putter ging gebruiken. Hij won nog 11 toernooien, inclusief twee majors in 1989.

### Gewonnen

#### PGA Tour
- 1969: US Open (+1)

#### Koreaanse Tour
- 1958: Korea Open (als amateur) (+18)
- 1959: Korea Open (als amateur) (+13)
- 1960: Korea Open (als amateur) (par)

#### Aziatische Tour
- 1971: Hong Kong Open

#### Champions Tour
- 1984: Daytona Beach Seniors Golf Classic (-3), MONY Senior Tournament of Champions (par)
- 1987: Rancho Murieta Senior Gold Rush (-11)[4], GTE Kaanapali Classic (-12)
- 1988: Vintage Chrysler Invitational (-25), Senior Players Reunion Pro-Am (-10), Greater Grand Rapids Open (-7)
- 1989: Mazda Senior Tournament Players Championship (-17), US Senior Open (-9)
- 1991: PaineWebber Invitational (-9)
- 1992: Franklin Showdown Classic (-7)

#### Elders
- 1969: World Series of Golf
- 1971: King Hassan II Trophy
- 1984: Viceroy Panama Open
- 1987: Liberty Mutual Legends of Golf met Bruce Crampton
- 1988: Liberty Mutual Legends of Golf met Bruce Crampton
- 1995: Liberty Mutual Legends of Golf (Legendary Division) met Jimmy Powell
- 1996: Liberty Mutual Legends of Golf (Legendary Division) met Jimmy Powell
- 1999: Liberty Mutual Legends of Golf (Legendary Division) met Jimmy Powell
- 2005: Liberty Mutual Legends of Golf (Demaret Division) met Jimmy Powell
- 2006: Liberty Mutual Legends of Golf (Demaret Division) met Jimmy Powell

## Teams
- 1969: World Cup